# Lestodiplosis aprimiki
Lestodiplosis aprimiki är en tvåvingeart som beskrevs av Barnes 1928. Lestodiplosis aprimiki ingår i släktet Lestodiplosis och familjen gallmyggor. Inga underarter finns listade i Catalogue of Life.